# Écluse de Trèbes

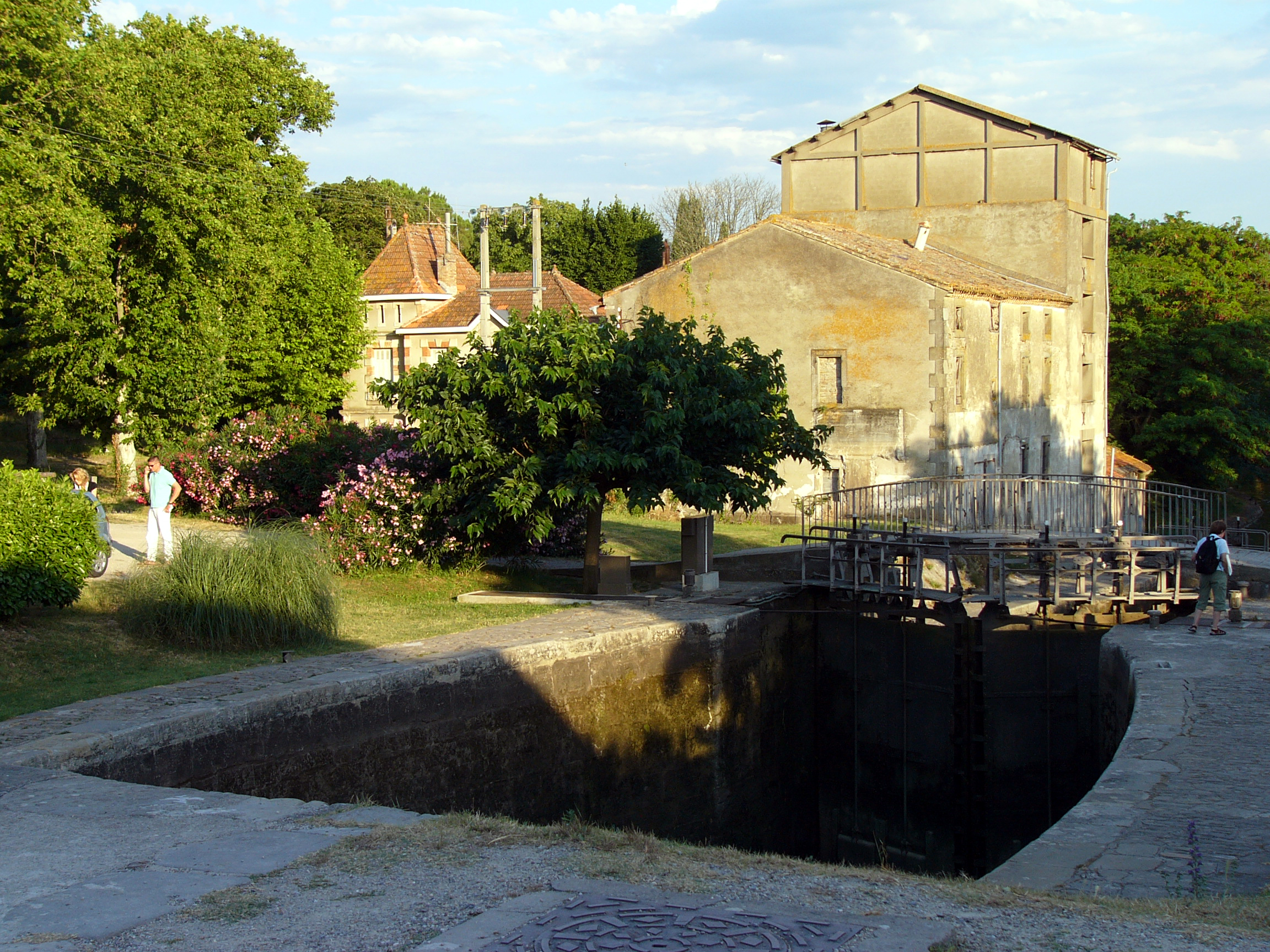
Le moulin.

L'écluse de Trèbes sont une échelle d’écluses ou une série de trois écluses sur le canal du Midi. Construite vers 1674, elle se trouve à 127,2 km de Toulouse à 79 m d'altitude. Les écluses adjacentes sont l'écluse de Marseillette à l'est et l'écluse de Villedubert à l'ouest.
Elle est située sur la commune de Trèbes dans le département de l'Aude en région Occitanie.